# Clima de la Antártida

Cambios naturales de la temperatura antártica, durante los últimos periodos glaciares y ciclos interglaciares de la presente glaciación

El Continente de la Antártida es el más Frío del  mundo. El registro más bajo de la temperatura del aire de la Antártida se fijó el 21 de julio de 1983, con -89.2 °C en la Base Vostok. Las mediciones de satélites libres de nubes han identificado aún temperaturas más bajas, hasta –93.2 °C en la meseta Antártica el 10 de agosto de 2010. y el 5 de julio de 2018 se registró una temperatura récord de -98.6 °C. También es extremadamente seco, con un promedio de 166 mm de precipitación por año. En la mayoría de las partes del continente la nieve rara vez se funde y es finalmente comprimida para convertirse en el hielo glaciar que forma la capa de hielo. Los frentes meteorológicos rara vez penetran en el continente, debido a los vientos catabáticos. La mayor parte de la Antártida tiene un clima polar (según la clasificación climática de Köppen) con clima muy frío, generalmente extremadamente.

## Temperatura

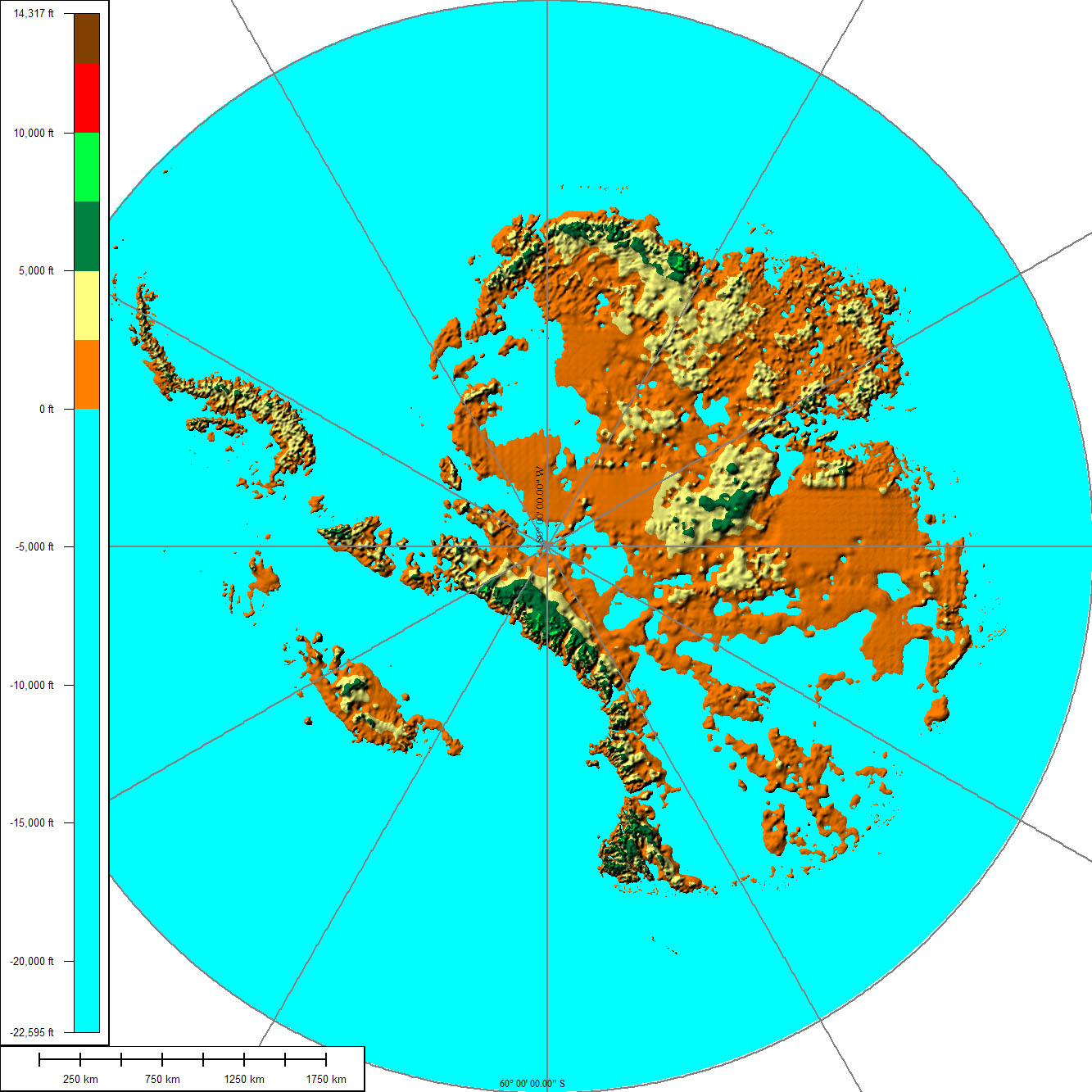
Supuestos aspecto de la Antártida sin la calota glacial. Este mapa no considera las áreas que se inundarían casi inmediatamente si la calota se fundiese y con ello se elevara el nivel del mar, tampoco considera las áreas que por isostasia —tras decenas de miles de años— se elevarían ya que actualmente se encuentran hundidas por el enorme peso de los hielos.

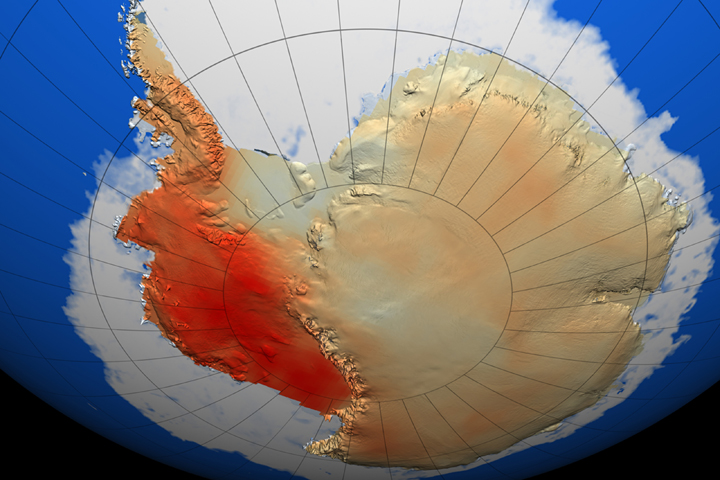
Tendencia de calentamiento en La Antártida debidos al calentamiento global en el periodo 1957-2006.

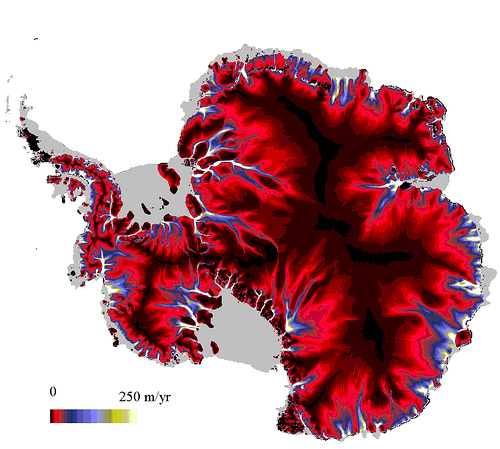
Mapa de velocidades de fusión del hielo ca el año 2014. Los diferentes tonos de rojo (los tonos más oscuros indican mayor lentitud) indican de las diferentes velocidades de flujo actual de las corrientes de los hielos antárticos.

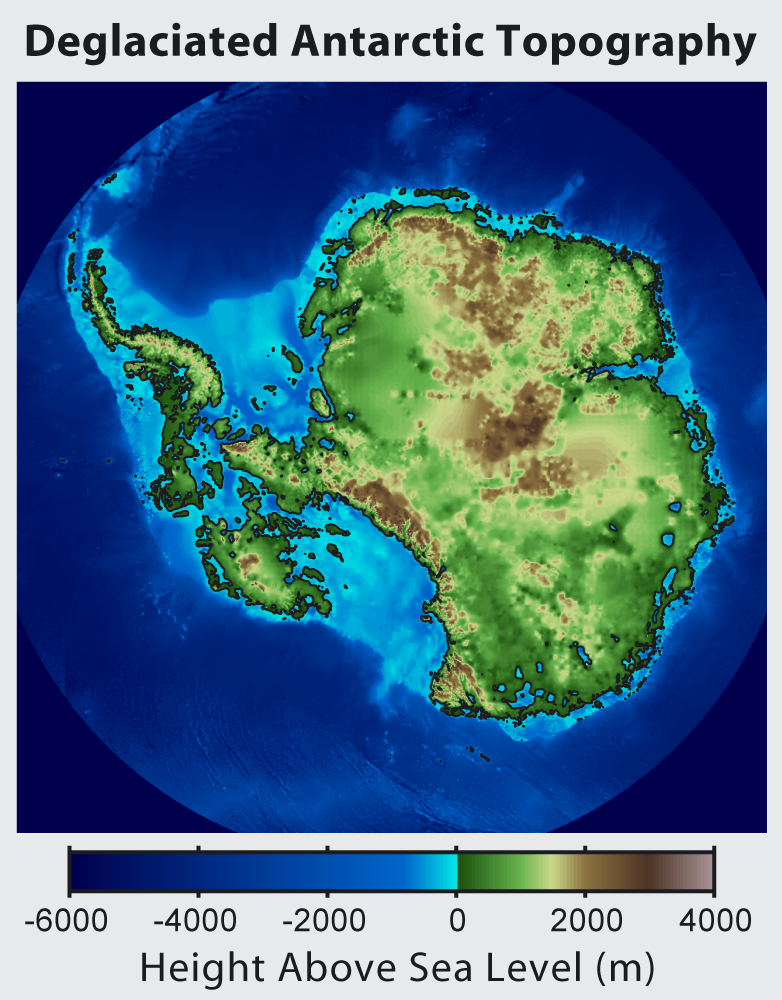
Mapa topográfico de la Antártida después de quitar el hielo, actualizarse el equilibrio y el nivel del mar. Por tanto este mapa muestra como podría ser la Antártida hace 35 Ma, cuando la tierra era lo suficientemente cálida como para que se formara permafrost en Antártida.

La temperatura más baja confiable, medida en una estación ocupada continuamente en la tierra, es de –89.2 °C recogida el 21 de julio de 1983 en la Base Vostok. A modo de comparación, esto es 10.7 °C más frío que el hielo seco en sublimación (a la presión del nivel del mar). La altitud del lugar es de 3900 m s. n. m.
La temperatura más baja registrada en la superficie de la tierra era –93.2 °C en la posición 81°48′S 63°30′E / -81.8, 63.5, que está en la meseta antártica entre el domo A y el domo F, recogida el 10 de agosto de 2011. La temperatura fue deducida mediante radiancia espectral medida por el satélite Landsat 8 y descubierta durante una revisión del National Snow and Ice Data Center en diciembre de 2013. Esta temperatura no es directamente comparable a la –89.2 citada anteriormente, ya que se trata de una temperatura deducida de la superficie de la afloración medida por satélite de radiación, en lugar de una temperatura medida por el termómetro del aire 1.5 m por encima de la superficie del suelo.
En la costa las temperaturas medias antárticas son alrededor de –10 °C (en las partes más cálidas de la Antártida) y en el interior elevado la media es de alrededor de -55 °C en Vostok.
La temperatura más alta jamás registrada en la Antártida fue de 18.3 °C en la Base Esperanza, en la península Antártica, el 6 de febrero de 2020. La temperatura media anual del interior es de –57 °C. La costa es más cálida. Los promedios mensuales en la Base McMurdo oscilan entre –26 °C en agosto a –3 °C en enero. En el polo sur, la temperatura más alta registrada fue de –12.3 °C el 25 de diciembre de 2011. A lo largo de la península Antártica, se han registrado temperaturas de hasta 15 °C, aunque la temperatura del verano está por debajo de 0 °C la mayor parte del tiempo. Las bajas temperaturas severas varían con la latitud, la elevación y la distancia desde el océano. La Antártida Oriental es más fría que la Antártida Occidental debido a su elevación más alta. La península Antártica tiene el clima más moderado. Las temperaturas más altas se producen en enero a lo largo de la costa y un promedio ligeramente por debajo de cero.

## Precipitaciones
La precipitación total en la Antártida, promedio en todo el continente, es de unos 166 milímetros por año (Vaughan et al., Journal of Climate, 1999). Las tasas reales varían ampliamente, desde valores altos en la península Antártica hasta valores muy bajos (tan poco como 50 milímetros en el interior alto) (Bromwich, Reviews of Geophysics, 1988). Las áreas que reciben menos de 250 milímetros de precipitación al año se clasifican como desiertos. Casi toda la precipitación antártica cae como nieve. La lluvia es rara y ocurre principalmente durante el verano en áreas costeras e islas circundantes. Obsérvese que la precipitación citada es una medida de su equivalencia con el agua, en lugar de profundidad real de nieve. El aire en la Antártida también es muy seco. El efecto de las bajas temperaturas en una humedad del aire muy baja, significa que la piel seca y los labios agrietados son un problema continuo para los científicos y expedicionarios que trabajan en el continente.

## Clasificación de condiciones climáticas
El clima en la Antártida puede ser muy variable, y las condiciones climáticas a menudo pueden cambiar dramáticamente en períodos cortos de tiempo. Hay varias clasificaciones para describir las condiciones climáticas en la Antártida; las restricciones dadas a los trabajadores durante las diferentes condiciones varían según la base y el país. En la Antártida hay diferentes bases dispersas por toda la Antártida, 16 en total (Amery, Burger Hills, Cape Poinsett, Casey, Davis, Dumont D'urville, Haupt Nunatak, Law Dome, Mawson, Base McMurdo, Mirnyj, Novolazarevskaja, Skiway South, Syowa, Whoop Whoop y Wilkins Runway) y uno en la sub-Antártida (Macquarie Island). Los tres lugares que tienen la temperatura más baja son Amery, Law Dome y Wilkins Runway (temperatura en orden: –24,1, –12,8, –10,2).

## Cubierta de hielo
Casi toda la Antártida está cubierta por una capa de hielo que es, en promedio, de un grosor de 1,6 km. La Antártida contiene el 90 % del hielo del mundo y más del 70 % de su agua dulce. Si todo el hielo terrestre que cubre la Antártida se derritiera —alrededor de 30 millones de kilómetros cúbicos de hielo— los mares aumentarían en más de 60 metros. Esto es, sin embargo, muy poco probable en los próximos siglos. La Antártida es tan fría que incluso con aumentos de algunos grados, las temperaturas generalmente permanecerían por debajo del punto de fusión del hielo. Se espera que las temperaturas más altas lleven a más nieve, lo que aumentaría la cantidad de hielo en la Antártida, compensando aproximadamente un tercio del aumento esperado del nivel del mar de la expansión térmica de los océanos. Durante la reciente década, la Antártida Oriental se espesó a una tasa promedio de 1,8 centímetros por año, mientras que la Antártida Occidental mostró un adelgazamiento general de 0,9 centímetros por año. Para la contribución de la Antártida al presente y futuro cambio del nivel del mar, vea el aumento del nivel del mar. Debido a que el hielo fluye, aunque lentamente, el hielo dentro de la capa de hielo es más joven que la edad de la hoja en sí.
| Superficie | Área (km²) | Porcentaje | Espesor medio del hielo (m) | Volumen (km³) | Porcentaje |
| --- | ---------- | ---------- | --------------------------- | ------------- | ---------- |
| Plataforma de la capa de hielo                                                                                                  | 11.965.700 | 85,97      | 2.450                       | 29.324.700    | 97,00      |
| Barrera de hielo | 1.541.710  | 11,08      | 475                         | 731.900       | 2,43       |
| Aumento del hielo | 78.970     | 0,57       | 670                         | 53.100        | 0,18       |
| Hielo glaciar (total) | 13.586.380 |            | 2.160                       | 30.109.800¹   |            |
| Afloramiento de roca | 331.690    | 2,38       |                             |               |            |
| Antártida (total) | 13.918.070 | 100,00     | 2.160                       | 30.109.800¹   | 100,00     |
| ¹El volumen total de hielo es diferente de la suma de las partes componentes, porque las cifras individuales se han redondeado. |            |            |                             |               |            |

| Región                                                 | Área (km²) | Espesor medio del hielo (m) | Volumen (km³) |
| ------------------------------------------------------ | ---------- | --------------------------- | ------------- |
| Antártida Oriental                                     |            |                             |               |
| Plataforma de la capa de hielo                         | 9.855.570  | 2.630                       | 25.920.100    |
| Barrera de hielo                                       | 293.510    | 400                         | 117.400       |
| Aumento del hielo                                      | 4.090      | 400                         | 1.600         |
| Antártida Occidental (excluida la Península Antártica) |            |                             |               |
| Plataforma de la capa de hielo                         | 1.809.760  | 1.780                       | 3.221.400     |
| Barrera de hielo                                       | 104.860    | 375                         | 39.300        |
| Aumento de hielo                                       | 3.550      | 375                         | 1.300         |
| Península Antártica                                    |            |                             |               |
| Plataforma de la capa de hielo                         | 300.380    | 610                         | 183.200       |
| Barrera de hielo                                       | 144.750    | 300                         | 43.400        |
| Aumento del hielo                                      | 1.570      | 300                         | 500           |
| Barrera de hielo de Ross                               |            |                             |               |
| Barrera de hielo                                       | 525.840    | 427                         | 224.500       |
| Aumento del hielo                                      | 10.320     | 500                         | 5.100         |
| Barrera de hielo Filchner-Ronne                        |            |                             |               |
| Barrera de hielo                                       | 472.760    | 650                         | 307.300       |
| Aumento del hielo                                      | 59.440     | 750                         | 44.600        |

### Plataforma de hielo
Alrededor del 75% de la costa de la Antártida es una plataforma de hielo. Las partes más importantes consisten en hielo flotante hasta que se alcanza la línea de aterrizaje de los glaciares terrestres, que se determina a través de recursos como la "Operación IceBridge". Las plataformas de hielo pierden masa a través de la desintegración de los icebergs, o fusión basal (al pie del glaciar, cuando el agua del océano afecta los impactos), y esto puede afectar la estabilidad de la capa de hielo cuando los glaciares terrestres comienzan a retroceder; la fusión o desintegración del hielo de la plataforma flotante no afecta directamente los niveles globales del mar, sin embargo, cuando el hielo del mar se congela, preferentemente expulsa la sal, en el proceso se vuelve más puro que el agua de mar que está flotando. El agua pura es menos densa que el agua salada, por lo que cuando el hielo se funde se desbordará el "agujero en el agua" que el hielo había ocupado, y cuando se desborda, eleva el nivel del agua.
Cambios conocidos en el hielo de la costa:
- Alrededor de la Península Antártica:
  - 1936–1989: La barrera de hielo Wordie ha reducido significativamente su tamaño.
  - 1995: El hielo del canal Príncipe Gustavo se ha desintegrado.
  - Partes de la barrera de hielo Larsen se dividieron en las últimas décadas.
    - 1995: La barrera de hielo Larsen A se desintegró en 1995.
    - 2001: La barrera de hielo Larsen B se desintegró casi en su totalidad en 2001. Quedan algunos sectores remanentes.
    - 2015: Un estudio concluyó que el resto de la barrera de hielo Larsen B se desintegrará a finales de la década, basado en observaciones de flujo más rápido y adelgazamiento rápido de los glaciares en la zona.[23]

La plataforma de hielo George VI, puede estar al borde de la inestabilidad, probablemente existió durante aproximadamente 8.000 años, después de fundirse 1.500 años antes. Las corrientes cálidas del océano pueden haber sido la causa de la fusión. No sólo las capas de hielo están perdiendo masa, sino que están perdiendo masa a una velocidad acelerada.

## Calentamiento global
El invierno 2021 fue el más frío hasta ahora registrado en la Antártida.  La tendencia media continental de temperatura de la superficie de la Antártida es positiva y significativa a > 0,05 °C / década desde 1957. La capa de hielo de la Antártida Occidental se ha calentado más de 0,1 °C / década en los últimos 70 años y es más fuerte en invierno y primavera. Aunque esto está parcialmente compensado por el enfriamiento de la caída en la Antártida Oriental, este efecto se restringe a los años ochenta y noventa.
La investigación publicada en 2009 descubrió que en general el continente se había calentado desde la década de 1950, un hallazgo consistente con la influencia del cambio climático provocado por el hombre:
"No podemos determinarlo, pero sí es coherente con la influencia de los gases de efecto invernadero de los combustibles fósiles", dijo el científico de la NASA, Drew Shindell, otro coautor del estudio. Algunos de los efectos también podrían ser la variabilidad natural, dijo también.

Por la NASA y revista NATURE. Fusión del hielo en el mar de la Antártida, desde su punto más alto en agosto de 2016, hasta su récord más bajo el 3 de marzo de 2017.

El British Antarctic Survey, que ha realizado la mayor parte de la investigación científica de Reino Unido en la zona, declaró en 2009:
- La pérdida de hielo de la Antártica Occidental podría contribuir al aumento 1.4 metros del nivel del mar

- Pronosticó un calentamiento de la Antártida de 3 °C en torno a este siglo

- Aumento del 10% del hielo marino alrededor de la Antártida

- Pérdida rápida de hielo en partes de la Antártida

- El calentamiento del océano Antártico causará cambios en el ecosistema antártico

- Agujero en la capa de ozono, que ha protegido la mayor parte de la Antártida contra el calentamiento global

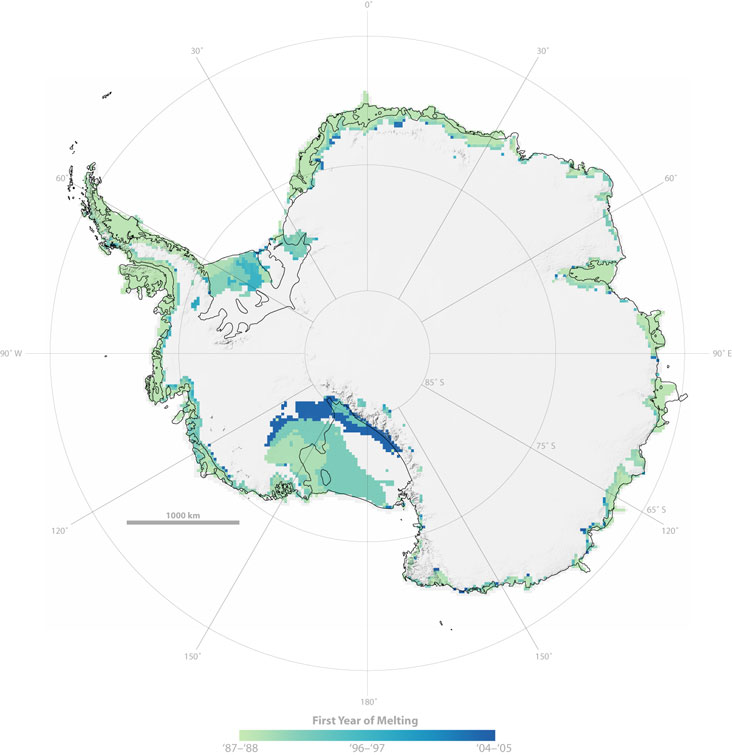
20 de septiembre de 2007, NASA mapa que muestra la fusión de nieve antes de fundirse

El área de mayor enfriamiento aparece en el Polo Sur, y la región de mayor calentamiento se encuentra a lo largo de la Península Antártica. Una posible explicación es la absorción de radiación ultravioleta debido a la pérdida de ozono, que puede haber enfriado la estratosfera y fortalecido el vórtice polar, un patrón de vientos giratorios alrededor del Polo Sur. El vórtice actúa como una barrera atmosférica, evitando que el aire más cálido y costero se mueva hacia el interior del continente. Un vórtice polar más fuerte podría explicar la tendencia de enfriamiento en el interior de la Antártida.
En su último estudio (20 de septiembre de 2007), investigadores de la NASA han confirmado que la nieve antártica se está derritiendo a lo largo del tiempo más allá de la costa, derritiéndose en altitudes más elevadas que nunca y se incrementa la fundición de la plataforma de hielo más grande de la Antártida.
También hay evidencia de un retiro generalizado de glaciares alrededor de la Península Antártica.
Los investigadores informaron el 21 de diciembre de 2012 en Nature Geoscience que de 1958 a 2010, la temperatura promedio en la Base Byrd, de una milla de altura, aumentó en 2,4 °C, con el calentamiento más rápido en su invierno y primavera. El lugar que se encuentra en el corazón de la capa de hielo del oeste de la Antártida es uno de los lugares de mayor calentamiento en la Tierra. En 2015, la temperatura mostró cambios pero de manera estable y los únicos meses que han cambiado drásticamente en ese año fueron agosto y septiembre. También mostró que la temperatura era muy estable durante todo el año.
La cubierta de hielo en el mar de la Antártida, a diferencia con la del Ártico, ha permanecido estable, e incluso, se ha incrementado por décadas, sus puntos máximos fueron en el 2012, 2013 y 2014. El 1 de marzo de 2017, científicos descubrieron que la fusión del hielo en el mar de la Antártida alcanzó un récord histórico. Se cree que este hecho pueda ser una pequeña anomalía, no obstante, también puede ser el comienzo de un problema a largo plazo.

## Meteoros y precipitaciones
Ya al sur de los 55°S se pueden producir arcos circunhorizontales o arcoíris de fuego que se producen cuando el Sol está en el cénit o a más de 58° sexagesimales de elevación respecto al horizonte y su luz blanca atraviesa las cristalinas y muy elevadas nubes de hielo llamadas cirros.
Otra singularidad antártica es que se trata del continente más seco del mundo. Aproximadamente el 90 % de su territorio se trata de un desierto nival, esto es, un área fría con escasa presencia de vida y una aparentemente paradójica gran sequedad del aire; sequedad que llega a superar la de los desiertos cálidos. Que la atmósfera tenga casi nula humedad en casi toda la Antártida y que en las áreas del Polo Sur geográfico casi nunca se registren precipitaciones (ni siquiera en forma de nieve) tiene una explicación evidente: debido a las bajísimas temperaturas constantes del interior antártico el agua se encuentra naturalmente en estado sólido, faltando por ello brumas, neblinas, nubes, lluvias o nieves. La Antártida presenta hoy una media aproximada de 166 mm de precipitación líquida al año.
La Antártida es, en la mayor parte de su extensión, en cuanto a su humedad atmosférica –paradójicamente– el lugar más seco de la Tierra (excepto las zonas costeras e insulares de la Antártida), ya que al estar las temperaturas casi siempre bajo 0 °Celsius el agua se encuentra cristalizada y el aire, que es extremadamente frío, apenas retiene humedad.

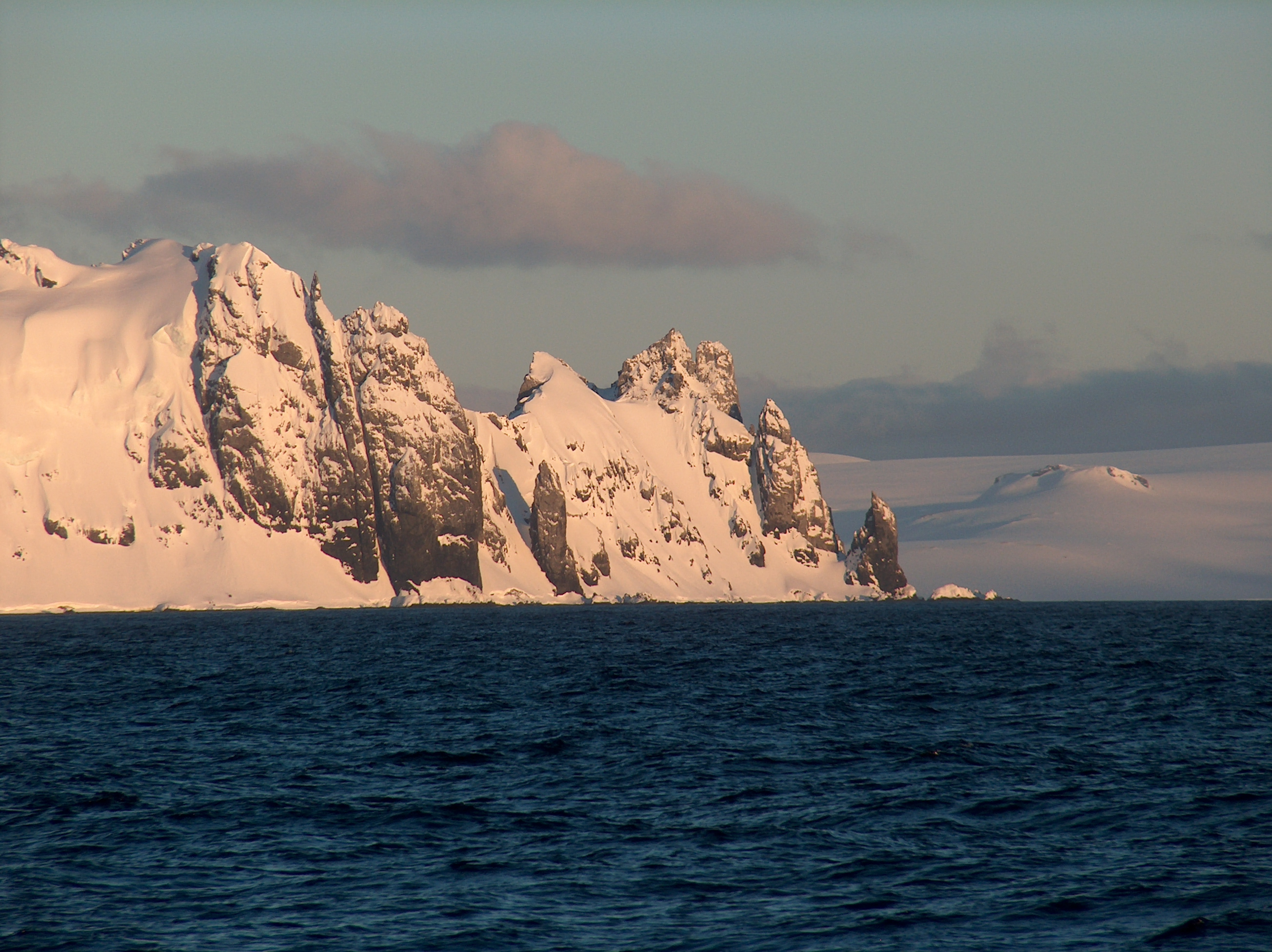
Punta Renier.

Un fenómeno térmico característico de la Antártida es el llamado Kernlose winter; es decir, las temperaturas medias durante el invierno tienen variaciones muy pequeñas, en las zonas cercanas a las costas son frecuentes las nevascas, en la península antártica las nevadas y, actualmente (claramente observable 2008 y presente en el 2015), también las celliscas y lluvias (en muchos casos aguanieves)  durante el breve verano, los fuertes vientos son frecuentes ya que sobre el centro de la Antártida se ubica permanentemente un área de alta presión (anticiclón) que hace fluir (acorde con las fuerzas de Coriolis) corrientes eólicas a gran velocidad desde el sur hacia el norte y noreste, estos vientos alcanzan velocidades de 200 km/h provocando en el interior del continente temporales llamados «sordos» ya que carecen de truenos y relámpagos.
En la Antártida también se han registrado los vientos más intensos de la superficie terrestre: 327 km/h, en julio de 1972, en la estación científica francesa Dumont d’Urville.
Las diferencias térmicas y los vientos en la Antártida pueden hacer que las precipitaciones nivales «blandas» se congelen y literalmente rueden, enroscándose, sobre las superficies sólidas ya antes congeladas produciendo el fenómeno llamado rollos de nieve.
La meteorología en la Antártida se ve completada con la presencia de curiosos fenómenos ópticos en la atmósfera: espejismos (debidos a reflejos del hielo y a la refracción por diferencia de las temperaturas en las capas de aire), antelias: halos iridiscentes en torno a la luz de los astros (en especial en torno a la luz solar) debidos a cristales de hielo flotando en la atmósfera, parhelios; auroras polares debidas al viento solar interactuando con la magnetósfera y la atmósfera (las auroras polares son más intensas durante cada máximum solar, es decir durante cada ciclo en que se intensifican las manchas solares, esto casi siempre cada 11 años.

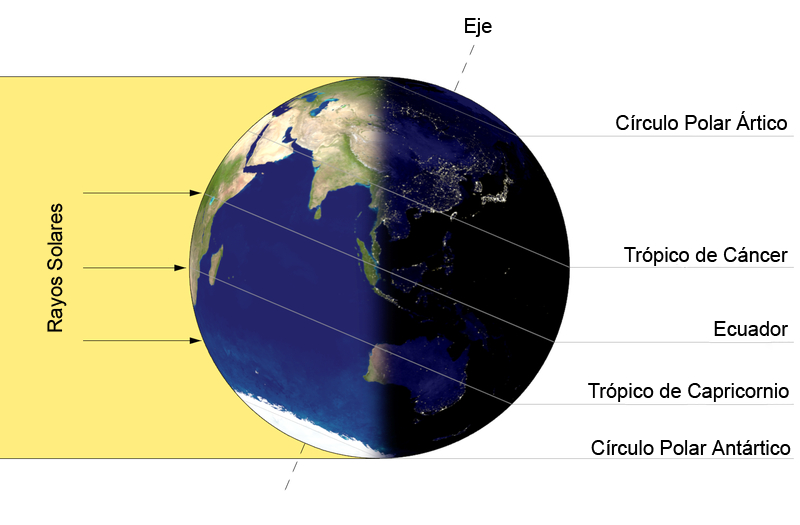
Iluminación de la Tierra por el Sol en el solsticio de diciembre (verano polar austral). En este período, puede verse que, independientemente de la rotación de la Tierra, en la Antártida es siempre de día.

## Días y noches
En pleno verano austral (enero), los días en la Antártida tienen luz casi las 24 horas del día, a medianoche el Sol «baja» hasta la línea del horizonte para luego volver a «subir» en un movimiento sinusoidal aparente (solo existe desde la perspectiva), en el breve verano antártico las horas en que el sol está más próximo al horizonte son llamadas noches blancas, mientras que durante el extenso invierno los días permanecen en una prolongada penumbra. Al sur del círculo polar antártico hay al menos un día en que no se pone completamente el sol (solsticio de verano) y al menos una noche en que no sale completamente el sol (solsticio de invierno). En el Polo Sur geográfico el día dura seis meses y la noche los otros seis meses. Esto se debe a que el eje de rotación de la Tierra está inclinado con respecto al plano de la órbita de la Tierra alrededor del Sol.

## El agujero de la capa de ozono

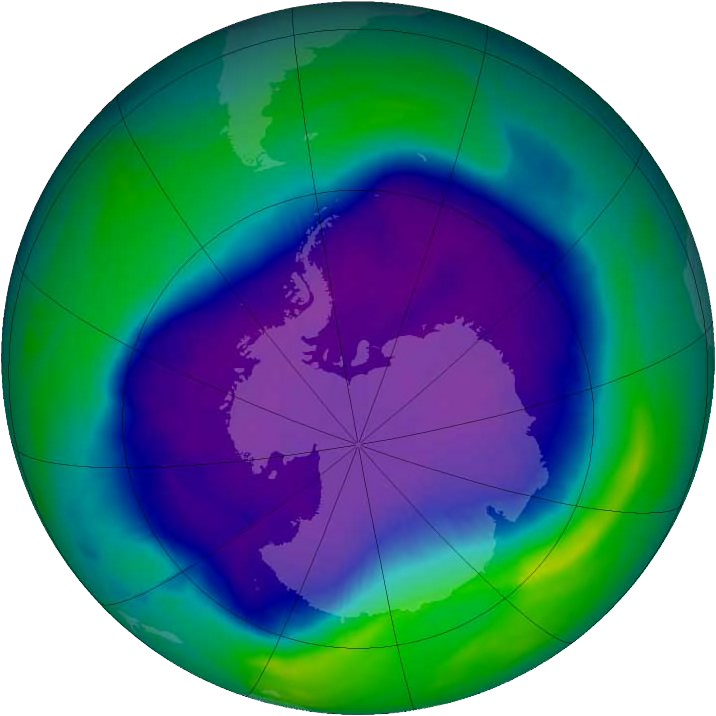
Foto satelital del mayor agujero de ozono hasta ahora registrado debido a los gases CFC; esto ocurrió en septiembre de 2006.

En el presente la mayor parte de la atmósfera que cubre a la Antártida y zonas adyacentes presenta unos niveles de ozono significativamente por debajo de la media, lo cual posibilita que se incremente la radiación UV. El área con déficit de ozono es llamada agujero de ozono y su aumento se debe principalmente a la emisión de gases clorofluorocarbonos por las actividades industriales presentes en el mundo y en particular en las zonas con más actividad industrial en donde no se tomen medidas para evitar la liberación de estos gases principalmente en EE. UU., Rusia, Japón, China, Brasil y Europa (ver Protocolo de Montreal y Protocolo de Kioto sobre el cambio climático).

### Clima
- Datos climáticos de estaciones de superficie antárticas con tendencias
- Datos de Tº del Proyecto READER
- Un folleto sobre el clima y el clima de la Antártida
- La capa de hielo central de la Antártida crece mientras los glaciares se funden
- «AWS and AMRC Real-Time Weather Observations and Data». Universidad de Wisconsin-Madison y Proyecto de Estaciones Meteorológicas Antárticas y Centro de Investigación Meteorológica Antártica. Consultado el 31 de mayo de 2005.
- Antártida Clima y Tiempo.

### Cambio climático en la Antártida
- El calentamiento de la Antártida occidental confirmado, 23 de diciembre de 2012 USA Today
- Expertos de la NASA explican el deshielo en la Antártida (2014)

### Hielo antártico
- «Sea Ice Index – Trends in extent – Southern Hemisphere (Antarctic)». National Snow and Ice Data Center. Consultado el 9 de enero de 2009.
- «Coastal-Change and Glaciological Maps of Antarctica». USGS Fact Sheet 2005–3055. Consultado el 31 de mayo de 2005.
- «Coastal-Change and Glaciological Maps of Antarctica». USGS Fact Sheet 050–98. Archivado desde el original el 6 de febrero de 2005. Consultado el 28 de febrero de 2005.
  - «Coastal-change and glaciological map of the Eights Coast area, Antarctica; 1972–2001». U.S. Geological Survey Scientific Investigations Series Map, I-2600-E. Consultado el 28 de febrero de 2005.
  - «Coastal-change and glaciological map of the Bakutis Coast area, Antarctica; 1972–2002». U.S. Geological Survey Scientific Investigations Series Map, I-2600-F. Consultado el 28 de febrero de 2005.
  - «Coastal-change and glaciological map of the Saunders Coast area, Antarctica; 1972–1997». U.S. Geological Survey Scientific Investigations Series Map, I-2600-G. Consultado el 28 de febrero de 2005.
- «Satellite Image Atlas of Glaciers of the World – Antarctica». U.S. Geological Survey Professional Paper 1386-B. Archivado desde el original el 15 de febrero de 2005. Consultado el 28 de febrero de 2005.

- Datos: Q488130
- Multimedia: Climate of Antarctica / Q488130